# Antoine Nouel
Antoine Nouel, né le 9 juin 1962, est un comédien, directeur artistique et metteur en scène français.

## Biographie
Antoine Nouel s'est fait connaître en accompagnant Jean-Paul Belmondo, pour y jouer Christian, dans les représentations de Cyrano de Bergerac, d'Edmond Rostand, au Théâtre Marigny à Paris.
Actif dans le doublage depuis la fin des années 1980, il est le directeur artistique de nombreuses séries d'animation doublées au studio SOFI dont notamment les franchises Dragon Ball depuis Dragon Ball GT et Sonic the Hedgehog depuis Sonic X. Par ailleurs, il s'est aussi occupé des versions françaises d'Olive et Tom : Le Retour, Sam le pompier, Saint Seiya Omega, Sailor Moon Crystal ou encore Digimon Adventure,. 
En tant que comédien, il a, entre autres, été la voix de Zamasu dans Dragon Ball Super mais aussi celle d'Olivier Atton dans Olive et Tom : Le Retour.
En 2022, il écrit et met en scène sa première pièce de théâtre, Deux mains, la liberté, sur l'histoire méconnue du masseur Felix Kersten qui sauvera plus de 100.000 personnes, dont 60.000 juifs lors de la Seconde Guerre mondiale. Il interprétera ce rôle plus de 300 fois jusqu'en 2024, aux côtés de Philippe Bozo, Franck Lorrain et Éric Aubrahn au théâtre Hébertot,.

## Filmographie

### Cinéma

#### Longs métrages
- 1984 : La Femme en spirale de Jean-François Davy : Nicolas
- 1991 : Ragazzi de Mama Keïta : le marié
- 1997 : Les Palmes de monsieur Schutz de Claude Pinoteau : Paul Claudel
- 2008 : Un homme et son chien de Francis Huster : ?

#### Court métrage
- 2017 : Jour de pluie de Jhon Rachid et Antoine Barillot : le policier de la rue

### Télévision

#### Téléfilm
- 1999 : La Traversée du phare de Thierry Redler : le surveillant de la pension

## Théâtre
- 1990 : Cyrano de Bergerac d'Edmond Rostand, mise en scène de Robert Hossein et Jean-Paul Belmondo, Théâtre Marigny
- 1999 : Lucrèce Borgia de Victor Hugo, mise en scène de Jean Martinez et Marie-José Nat, Théâtre Mouffetard. Rôle : Gennaro.
- 2000 : Ruy Blas de Victor Hugo, mise en scène de Jean Martinez. Rôle : Ruy Blas. Tournée
- 2004 : Les Rustres de Carlo Goldoni, mise en scène de Francis Joffo et Michel Galabru, Théâtre Saint Georges
- 2006 : Pour Lucrèce de Jean Giraudoux, mise en scène d'Odile Mallet et Geneviève Brunet, Théâtre 14
- 2008 : La Reine morte de Henry de Montherlant, mise en scène de Jean-Laurent Cochet. Rôle : Pedro. Tournée
- 2016 : Une folie de Sacha Guitry, mise en scène de Francis Huster, avec Olivier Lejeune, Lola Dewaere, Alice Carel et Marianne Giraud. Tournée
- 2022-2024 : Deux mains, la liberté de et mis en scène par lui-même, avec Philippe Bozo, Franck Lorrain et Éric Aubrahn. Théâtre Hébertot. Rôle : Felix Kersten

## Doublage
Sources : Planète Jeunesse, AnimeNewsNetwork et Doublage Séries Database,.

### Cinéma

#### Films
- Ken Marino dans :
  - The Babysitter (2017) : Archie Johnson
  - The Babysitter: Killer Queen (2020) : Archie Johnson
- 1986[8] : Armés pour répondre : Clay Roth (David Goss)
- 1997[n 1] : Alien, la résurrection : Elgyn (Michael Wincott) (scènes supplémentaires)
- 2004 : Mon voisin le tueur 2 : Nicholas « Oz » Oseransky (Matthew Perry)
- 2007 : No Country for Old Men : l'adjoint Wendell (Garret Dillahunt)
- 2007 : Stuck : Rashid (Russell Hornsby)
- 2009 : G.I. Joe : Le Réveil du Cobra : James McCullen / Destro (Christopher Eccleston)[9]
- 2010 : Tekken : Kazuya Mishima (Ian Anthony Dale)
- 2017 : Win It All : ? (?)
- 2017 : Little Evil : Victor (Kyle Bornheimer)
- 2020 : Desperados : Mandals (Allan McLeod)
- 2023 : Moi, apprivoisée ? Acte 2 : Wacuś (Piotr Cyrwus (pl))
- 2024 : Le Flic de Beverly Hills : Axel F. : le golfeur en colère (Christopher McDonald) (caméo)

#### Films d'animation
- 1973[n 2] : Devilman contre Mazinger Z : Baron Janus (voix d'homme)
- 1974[n 3] : Mazinger Z contre le Général Dark : Antarès
- 1996[n 4] : Dragon Ball : L'Armée du Ruban Rouge : Yamcha
- 1999 : Digimon, le film : Terriermon, Angemon et Armadillomon (dernières répliques)
- 2002 : Barbie, princesse Raiponce : le roi Wilhelm, le père de Raiponce
- 2002[n 5] : One Piece : Le Royaume de Chopper, l'île des bêtes étranges : le comte Butler
- 2004[n 6] : Saint Seiya : Tenkai-hen josō: Overture : Hyōga
- 2005[n 5] : One Piece : Le Baron Omatsuri et l'Île secrète : le baron Omatsuri
- 2006 : Charlotte aux fraises : Le Jardin des rêves : voix additionnelles
- 2013[n 7] : Dragon Ball Z: Battle of Gods : Shenron
- 2015 : Dragon Ball Z : La Résurrection de ‘F’ : Shenron et Sorbet
- 2019 : Dragon Ball Super: Broly : Shenron
- 2021 : Sailor Moon Eternal : Artemis et voix additionnelles
- 2022 : Dragon Ball Super: Super Hero : Cell Max et Shenron[10]
- 2023 : Le Grand Magasin : Takiwa
- 2023 : Pretty Guardian Sailor Moon Cosmos, le film (en) : Artemis et le père d'Usagi
- 2024 : Baki Hanma vs Kengan Ashura : voix additionnelles

### Télévision

#### Téléfilms
- Yannick Bisson dans :
  - Un Noël de folie (2005) : Peter Archer
  - Au-delà des apparences (2009) : Bobby Corbin
- 1997 : Meurtres à Badger's Drift : le sergent Troy (Daniel Casey)
- 2009 : La Peur en mémoire : Murray (David Patrick Green)
- 2020 : Un festival pour la Saint-Valentin : ? (?)
- 2021 : La Princesse des fleurs : ? (?)

#### Séries télévisées
- Ken Marino dans (6 séries) :
  - Monk (2004) : Lester Highsmith (saison 3, épisode 9)
  - Party Down (2009-2023) : Ron Donald (26 épisodes)
  - Burning Love (en) (2012-2013) : Mark Orlando (29 épisodes)
  - Life in Pieces (2015-2017) : Will (saison 1, épisode 5 puis saison 2, épisode 9)
  - Medical Police (2020) : Glenn Richie (3 épisodes)
  - Mes premières fois (2023) : Stoo (saison 4, épisode 9)

- Greg Vaughan dans (5 séries) :
  - Couleur Pacifique (1996) : Josh Walker (10 épisodes)
  - Beverly Hills 90210 (1996-1997) : Cliff Yeager (saison 7)
  - Charmed (1999-2000) : Dan Gordon (saison 2)
  - Les Feux de l'amour (2002-2003) : Diego Guittierez #2 (40 épisodes)
  - 90210 Beverly Hills : Nouvelle Génération (2010) : Kai (saison 2)

- Danny Slavin dans :
  - Power Rangers : L'Autre Galaxie (1999) : Leo Corbett / Ranger Galactique Rouge (45 épisodes)
  - Power Rangers : Sauvetage éclair (2000) : Leo Corbett / Ranger Galactique Rouge (épisodes 29 et 30)
  - Power Rangers : Force animale (2002) : Leo Corbett / Ranger Galactique Rouge (épisode 34)

- Tobias Menzies dans :
  - Rome (2005-2007) : Marcus Junius Brutus (17 épisodes)
  - The Night Manager : L'Espion aux deux visages (2016) : Geoffrey Dromgoole (mini-série)
  - The Terror (2018) : le commandant James Fitzjames (saison 1)

- Scott Lowell dans : 
  - Queer as Folk (2000-2005) : Theodore « Ted » Schmidt (83 épisodes)
  - Bones (2011-2014) : Dr Douglas Filmore (3 épisodes)

- Shawn Christian dans :
  - Les Anges de la nuit (2002-2003) : Wade Brixton (8 épisodes)
  - Las Vegas (2006) : Dr Derek Stephenson (5 épisodes)

- Matthew Perry dans : 
  - Friends (2002-2004) : Chandler Bing (2e voix, saisons 9 et 10)
  - Studio 60 (2006-2007) : Matt Albie (22 épisodes)

- B. D. Wong dans :
  - Oz (1997-1998) : le père Ray Mukada (saisons 1 et 2)
  - New York, unité spéciale (2011-2015) : Dr George Huang (2e voix, saisons 13 à 17)

- 1992 : Beverly Hills 90210 : Rick (Dean Cain) (saison 3)
- 1992 : Un drôle de shérif : Barnaby Woods (Peter Frechette (en)) (saison 1)
- 1993-1995 : Melrose Place : Robert Wilson (Steven Eckholdt (en)) (10 épisodes) et Jess Hanson (Dan Cortese (en)) (9 épisodes)
- 1994 / 1996 : Friends : Bob le marrant (Vincent Ventresca) (saison 1, épisode 10 et saison 2, épisode 10)
- 1995-1999 : Bugs : Ed Russell (Craig McLachlan puis Steven Houghton (en)) (40 épisodes)
- 1996 : Profit : Pete Gracen (Jack Gwaltney) (8 épisodes)
- 1996-1999 : Poltergeist : Les Aventuriers du surnaturel : Nick Boyle (Martin Cummins) (87 épisodes)
- 1996-2001 : Xena, la guerrière : Jules César (Karl Urban) (12 épisodes)
- 1997 : Shining : Jack Torrance (Steven Weber) (mini-série)
- 1997 : Les Maîtres des sortilèges : Les Terres du seigneur Dragon : Mek (Anthony Brandon Wong (en)) (26 épisodes)
- 1997 : Jeux d'espions : Piotr « Shank » Reshankov (Keith Szarabajka) (5 épisodes)
- 1997 : Voilà ! : Wally (Chris Hogan) (7 épisodes)
- 1997-1998 : Tortues Ninja : La Nouvelle Génération : Raphael (Matt Hill) (voix)
- 1997-2008 : Inspecteur Barnaby : le sergent Gavin Troy (Daniel Casey) (30 épisodes)
- 1998-1999 : Les Chevaliers de Tir Na Nog : Scott [Qui ?]
- 1998-2002 : Pour le meilleur... ? : Reggie Ellis (Edafe Blackmon) (69 épisodes)
- 1998-2005 : Stargate SG-1 : le major Paul Davis (Colin Cunningham) (15 épisodes) et le capitaine Warren (Colin Lawrence (en)) (saison 2, épisode 13)
- 1999 : Power Rangers : L'Autre Galaxie : Scorpius (Kim Strauss (en)) (14 épisodes), Farkus « Bulk » Bulkmeier (Paul Schrier (en)) (4 épisodes) et le professeur Phenomenus (Jack Banning) (4 épisodes)
- 1999-2000 : Freaks and Geeks : le coach Ben Fredricks (Thomas F. Wilson) (saison 1)
- 1999-2001 : The Norm Show : Norm Henderson (Norm MacDonald) (54 épisodes)
- 2000 : The War Next Door : Allan Kriegman (Damian Young) (13 épisodes)
- 2000-2002 : Titus : Christopher Titus (Christopher Titus) (54 épisodes)
- 2000-2002 : Resurrection Blvd. (en) : Miguel Santiago (Mauricio Mendoza) (53 épisodes)
- 2000-2002 : JAG : le capitaine Alex Volkonov (Aleksandr Kuznetsov) (5 épisodes)
- 2001 : Division d'élite : l'inspecteur Peter Torianno (David Gianopoulos) (13 épisodes)
- 2001 : Les Feux de l'amour : Diego Guittierez #1 (Diego Serrano (en))
- 2001 : Les Condamnées : Dr Thomas Waugh (Michael Higgs (en)) (8 épisodes)
- 2001-2003 / 2008-2009 : Grand Galop : Max Regnery (Brett Tucker puis Richard Davies (en)) (72 épisodes)
- 2002 : Power Rangers : Force animale : Cole Evans / Lion rouge (Lion de feu) (Ricardo Medina Jr. (en)) (40 épisodes), le Maître des Orgs (Ilia Volok (en)) (40 épisodes) et Merrick Baliton / Loup argenté (Loup hurlant) (Philip Andrew) (26 épisodes)
- 2002 : Édition spéciale (en) : Ethan Barnes (Scott Bairstow) (13 épisodes)
- 2002-2005 : Sue Thomas, l'œil du FBI : Jack Hudson (Yannick Bisson) (56 épisodes)
- 2002-2008 : Urgences : Brian Westlake (Matthew Settle) (saison 8) et Dr Dustin Crenshaw (J. P. Manoux) (23 épisodes)
- 2003 : Sabrina, l'apprentie sorcière : Aaron Jacobs (Dylan Neal) (saison 7)
- 2004 : Stargate Atlantis : la voix à la télévision chez McKay [Qui ?] (saison 1, épisode 9)
- 2004-2005 : La Famille Carver : Travis Thorson (Johann Urb) (13 épisodes)
- 2005 : Alias : Dr Maneesha Jain (Nick Jaine) (saison 4)
- 2005-2006 : Totally Frank (en) : Jason (Samuel Anderson) (6 épisodes)
- 2005-2006 : NCIS : Enquêtes spéciales : l'agent Ron Sacks (Don Franklin) (3 épisodes)
- 2005-2009 : Les Spécialistes : Investigation scientifique : le capitaine Riccardo Venturi (Lorenzo Flaherty) (84 épisodes)
- 2006 : Alex Rose : Stephen (Josh Stamberg) (10 épisodes)
- 2006 : Day Break : l'inspecteur Christopher Choi (Ian Anthony Dale) (12 épisodes)
- 2006 : Fugitifs : Police spéciale (it) : Giorgio Sogliano (Marco Bonini (it)) (12 épisodes)
- 2006-2007 : Le Rêve de Diana : Julian Herzog (Thorsten Grasshoff) (149 épisodes)
- 2006-2007 : La Classe : Perry Pearl (Sam Harris (acteur) (en)) (10 épisodes)
- 2008 : Generation Kill : le capitaine Dave « Captain America » McGraw (Eric Nenninger) (mini-série)
- 2008-2010 : The Border : l'inspecteur Gray Jackson (Graham Abbey (en)) (38 épisodes)
- 2009-2011 : Philadelphia : Brad Fisher (Nick Wechsler) (3 épisodes)
- 2010 : Trois Bagues au doigt : Jeff Rumson (Burgess Jenkins) (mini-série)
- 2010-2011 : Boardwalk Empire : Ernie Moran (John Keating) (5 épisodes)
- 2010-2011 : Life Unexpected : Ryan Thomas (Kerr Smith) (26 épisodes)
- 2011-2013 : Un petit brin de vie : Eric (Steve Brody) (6 épisodes)
- 2012-2013 : The Walking Dead : Axel (Lew Temple) (8 épisodes)
- 2012-2021 : C'est moi le chef ! : Ryan Vogelson (Jordan Masterson (en)) (160 épisodes)
- 2013 : Do No Harm : Dr Ruben Marcado (Lin-Manuel Miranda) (11 épisodes)
- 2013 : Continuum : l'inspecteur Rosicki (Bruce Ramsay) (saison 2)
- 2013 : Cracked : le sergent Eric Phalen (Harmon Walsh) (saison 1, épisodes 10 et 12)
- 2014 : The Honourable Woman : Ephra Stein (Andrew Buchan) (mini-série)
- 2014-2015 : Black Sails : Richard Guthrie (Sean Cameron Michael (en)) (10 épisodes)
- 2015 : Empire : l'inspecteur Calvin Walker (Damon Gupton) (saison 1)
- 2015 : The Royals : Alistair Lacey (Noah Huntley) (4 épisodes)
- 2015 : Vikings : Burgred (Aaron Monaghan) (saison 3)
- 2015-2018 : The Last Man on Earth : Phil « Tandy » Miller (Will Forte) (66 épisodes)
- 2016 : Vinyl : Zak Yankovich (Ray Romano) (10 épisodes)
- 2017-2018 : 12 Monkeys : Athan Cole (James Callis) (5 épisodes)
- 2017-2019 : Nola Darling n'en fait qu'à sa tête : Jamie Overstreet (Lyriq Bent) (19 épisodes)
- 2017-2020 : Strike Back : le sergent Samuel Wyatt (Daniel MacPherson (en)) (30 épisodes)
- 2018 : Ash vs. Evil Dead : Dalton (Lindsay Farris (en)) (saison 3)
- 2018 : Le Vampire d'Istanbul (tr) : Dmitry (Kerem Bürsin (tr)) (mini-série)
- 2018 : Wanderlust : Lawrence (Paul Kaye) (5 épisodes)
- 2018 : Si je ne t'avais pas rencontrée : Pere (David Vert)
- 2018-2019 : NCIS : Nouvelle-Orléans : Oliver Crane (Mark Gessner (en)) (4 épisodes)
- depuis 2019 : The Bay : le commandant Anthony « Tony » Manning (Daniel Ryan (en))
- 2020 : Industry : Usman Abboud (Amir El-Masry (en)) (saison 1)
- 2020 : The Outsider : Andy Katcavage (Derek Cecil (en)) (mini-série)
- 2022 : The Playlist : ? (?) (mini-série)
- 2022 : Pachinko : ? (?)
- 2022-2023 : Winning Time: The Rise of the Lakers Dynasty (en) : Jerry Buss (John C. Reilly) (17 épisodes)
- depuis 2022 : Tulsa King : Vince Antonacci (Vincent Piazza)
- 2023 : How I Met Your Father : Oscar (Victor Rasuk) (saison 2)
- 2023 : Mon cosmonaute : Sergiej Pudovkin jeune (Svyatoslav Suprunov)
- 2023 : Chair de poule : Perry Biddle (Jonathan Silverman)
- 2024 : Ripley : Herbert Greenleaf (Kenneth Lonergan) (mini-série)
- 2024 : Parasyte: The Grey : Sang-su [Qui ?]
- 2024 : Épouse mon mari : ? (?)

#### Séries d'animation
- 1985[n 8] : Dancougar[11] : David
- 1989 : Nicky Larson : Allan Frikopoulos (épisode 117)
- 1989-1996 : Dragon Ball Z : C-17 (voix de remplacement), (épisodes 150 à 152) et Son Goku (épisodes 160 à 163)
- 1993-1995 : Les Motards de l'espace : Vinnie (2e voix)
- 1994-2001[n 9] : ReBoot : Bob, Robert Cursor, Cold Boot, M. Christopher (saison 1), Al (saison 3), Herr Doktor, le serveur français de chez Al, Spectrol viral, Lens et Mike le téléviseur
- 1995-1996[n 10] : Gundam Wing : le lieutenant Walker
- 1996-1997 : Dragon Ball GT : Pilaf, Mr. Satan, le général Rild et Trunks
- 1997-1999[n 11] : Bêtes à craquer : Dodo
- 1998-1999[n 12] : Carnaby Street[12] : Oppy
- 1999[n 13] : One Piece : Sanji et divers personnages (1er Doublage)
- 1999 : Avengers : La Vision, Captain America, Ultron, Egghead et Iron Man
- 1999-2000 : Digimon Adventure : Gennai, Oikawa, Angemon et Terriermon
- 2000 : Gate Keepers : le Commandant
- 2000-2001 : Digimon 02 : Angemon, Silphymon, Mummymon, Yukio Oikawa, Gennai, Azulongmon, Myotismon
- 2001-2002 : Digimon Tamers : Ryo Akiyama, Terriermon, Impmon, Beelzemon et Leomon
- 2001-2002 : Olive et Tom : Le Retour : Olivier Atton, Kirk Pearson et voix off
- 2001-2007 : Canards Extrêmes : Slax
- 2003-2005 : Sonic X : Decoe, Espio, Big, Froggy, Chuck, Sam, Nelson, M. Stewart, Dark Oak, Luke, les Rois Rouge, Noir et Blanc et autres personnages secondaires
- 2004-2005[n 14] : Battle B-Daman[13] : Abada, Armada, Marda B et Wen Yong-Fa
- depuis 2008 : Sam le pompier : Max Carreau et Martin Grizzly
- 2009-2010 : Jewelpets, le royaume des bijoux : Dian, le père de Rinko, King
- 2009-2015 : Dragon Ball Z Kai : Raditz, Grégory, Shenron, Zabon, Polunga, C-19, Yamu, Dabra, Boo originel, Bibidi
- 2010-2015 : TUFF Puppy : Dudley Puppy et le Père Noël
- 2011-2014 : Toriko : Toriko et voix diverses
- 2012-2014 : Saint Seiya Omega : Mars et voix diverses
- 2014-2016 : Sailor Moon Crystal : Artemis, Zoisite, Motoki et le père d'Usagi
- 2014-2017 : Sonic Boom : voix diverses
- 2015-2018 : Dragon Ball Super : Grégory, Shenron, Sorbet, le commentateur de l'autre monde, Hit, Zamasu / Zamasu du futur, le roi galactique, Kull, le Kaioshin de l'univers 4, Dispo et voix diverses
- 2016 : Kung Fu Panda : L'Incroyable Légende : ?
- 2020 : Baby Boss : Les affaires reprennent : OCB
- 2022-2024 : Sonic Prime : Big, Dr Ego et voix additionnelles
- 2023 : Pluto : Brau 1589

### Jeux vidéo
- 2010 : Call of Duty: Black Ops : Frank Woods
- 2011 : Sonic Generations : Espio
- 2012 : Call of Duty: Black Ops II : Frank Woods
- 2013 : Mario et Sonic aux Jeux olympiques d'hiver de Sotchi 2014 : Espio
- 2014 : Sonic Boom : L'Ascension de Lyric : Cliff, Salty, Q-N-C, Lyric et Pokey
- 2014 : Sonic Boom : Le Cristal brisé : Lyric
- 2015 : Lego Dimensions : Big
- 2016 : Mario et Sonic aux Jeux olympiques de Rio 2016 : Espio
- 2016 : Watch Dogs 2 : voix additionnelles
- 2017 : Sonic Forces : Espio
- 2019 : Team Sonic Racing : Big
- 2019 : Mario et Sonic aux Jeux olympiques de Tokyo 2020 : Espio
- 2022 : Sonic Frontiers : Big
- 2024 : Sonic X Shadow Generations (en) : Big

### Direction artistique
Films
- 2003 : Sans frontière
- 2012 : L'Emprise du mal
- 2013 : Independence Daysaster (en)

Films d'animation
- Sailor Moon Eternal
- Digimon, le film
- HeartCatch Pretty Cure! Le film : Mission défilé à Paris
- Dragon Ball Z: Battle of Gods
- Dragon Ball Z : La Résurrection de ‘F’
- Dragon Ball Super: Broly
- Dragon Ball Super: Super Hero
- Mortal Kombat Legends: Scorpion's Revenge
- Mortal Kombat Legends: Battle of the Realms
- 2023 : Pretty Guardian Sailor Moon Cosmos, le film (en)

Séries télévisées
- Strike Back (saisons 2-5)
- Totally Frank (en)
- C'est moi le chef !
- Nola Darling n'en fait qu'à sa tête
- The Midnight Club
- 7 à la maison (avec Bernard Tiphaine, Michel Bedetti, Blanche Ravalec et Marc Bretonnière)
- Alex Rose
- Bugs
- Drôle de chance
- Eleventh Hour
- Génial Génie (saison 1)
- Grand Galop (avec Blanche Ravalec)
- Justice (avec Jean-François Kopf)
- La Classe
- NCIS : Enquêtes spéciales (co-direction, saisons 1 à 6)
- Nip/Tuck (saisons 1 à 5)
- The Norm Show
- Poltergeist : Les Aventuriers du surnaturel (avec Philippe Chatriot et Blanche Ravalec)
- Pour le meilleur... ?
- Profit
- Queer as Folk
- Special OPS Force
- The Border (saison 1)
- Titus
- Les Spécialistes : Investigation scientifique
- depuis 2022 : Pachinko
- 2023 : Lockwood and Co.
- 2024 : Épouse mon mari

Séries d'animation
- Dragon Ball Z Kai
- Saint Seiya Omega
- Toriko
- Annie & Pony
- Sailor Moon Crystal
- Digimon Adventure (saisons 2 et 3)
- Dragon Ball GT
- One Piece (1er doublage)
- Reboot
- Sonic X
- Tutenstein (en)
- X-Men
- Sonic Boom
- depuis 2008 : Sam le pompier
- 2015-2018 : Dragon Ball Super
- 2021 : Blue Period
- 2022-2024 Sonic Prime

Téléfilm
- 2021 : La Princesse des fleurs

Téléfilm d'animation
- Dragon Ball GT : Cent Ans après

Jeux vidéo
- 2011 : Sonic Generations
- 2013 : Sonic Lost World
- 2014 : Sonic Boom : L'Ascension de Lyric
- 2014 : Sonic Boom : Le Cristal brisé
- 2016 : Sonic Boom : Le Feu et la Glace
- 2017 : Sonic Forces
- 2019 : Team Sonic Racing
- 2021 : Sonic Colours
- 2022 : Sonic Frontiers
- 2024 : Sonic X Shadow Generations (en)

## Voix-off
- Bouton d'Or : Spectacle Mousquetaire de Richelieu au Grand Parc du Puy du Fou (1re voix)